# Sarmentitii
Sarmentitii, auch Sarmentii, (deutschsprachig auch als „Sarmentier“ wiedergegeben) war ein Spottname, mit dem während der Christenverfolgung im antiken Rom die Christen von Seiten der Heiden belegt worden sein sollen. Der Name rührt von einer grausamen Methode der Hinrichtung her.

## Überlieferung
Die Bezeichnung Sarmentitii wird oft in Verbindung mit dem Spottnamen Semaxii (auch Semiaxii oder Semiaxiarii) zitiert, der auf dieselbe Hinrichtungsart verweist.
Nach dem Bericht von Tertullian wurden die christlichen Märtyrer vor ihrer Verbrennung bei lebendigem Leibe an ein ca. 1,80 Meter langes Brett oder einen Pfosten gefesselt, eine sogenannte semaxis. Sodann wurden sie mit Bündeln von Kleinholz bedeckt, den sogenannten sarmenta. Aus diesen zur Bestrafung der Christen verwendeten Gegenständen leiteten die Römer die Spottnamen Sarmentitii und Semaxii ab.
Tertullian schrieb um 198 n. Chr. in seinem Apologeticum:

„Vicimus cum occidimur, licet nunc Sarmentitios et Semiaxiarios appelletis, quia ad stipitem dimidii axis revincti sarmentorum ambitu exurimur“

„Möget ihr uns immerhin Sarmentitier und Semiaxier titulieren, weil wir an einen aus einem halben Wellbaume bestehenden Pfahl angebunden, rings mit Reisigbündeln umgeben, verbrannt werden.“

Ausgehend von Tertullian wurden diese Spottnamen und Martern oft in Enzyklopädien und Werken zur Geschichte des Christentums wiedergegeben.

## Literarische Verarbeitung
Henryk Sienkiewicz erwähnt die Hinrichtungsart für Christen in seinem 1896 erschienenen Roman Quo Vadis bei der Schilderung eines Gespräches an der Tafel Neros: 

„Chilon aber antwortete mit der Gegenfrage: ‚Was sind das für Fackeln, die in den Gärten brennen sollen? Hast du gehört, was der Caesar sagte?‘
‚Ich habe es gehört und weiß es. Man nennt sie sarmentitii und semaxii. Man steckt sie in die peinliche Tunika, bestreicht sie mit Pech, kettet sie an Säulen und zündet ein Feuer unter ihnen an […] Wenn die Götter nur nicht ein Unglück über die Stadt verhängen! Semaxii! Das ist eine furchtbare Strafe.‘“